# Арагоніт
Арагоні́т, араґоніт — поширений мінерал екзогенних утворень і низькотемпературних гідротермальних жил. Клас карбонатів.
Стара українська назва натічного арагоніту — жерелинець.

## Загальний опис
Склад: Ca [CO3].
Містить (%): CaO — 56,03; CO2 — 43,97.
Домішки: Ba, Sr, Pb, Mg, Fe, Zn. Сингонія ромбічна. Густина 2,9—3,0. Твердість 3,5—4,0. Колір білий, жовтувато-білий. Блиск скляний. Кристали голчасті, агрегати гілчасті, розгалужені, натічні (залізні квіти).
За хімічним складом відповідний кальциту, але кристали арагоніту мають призматичний і голчастий вигляд, у них відсутня спайність. Колір білий, жовтуватий, іноді сірий, зеленуватий, блиск скляний. Арагоніт зустрічається у вигляді кірочок, радіальних і переплетених («залізна квітка») зростків, натічних і оолітових форм («гороховий камінь»), входить до складу перламутру мушлі в більшості молюсків.

## Різновиди

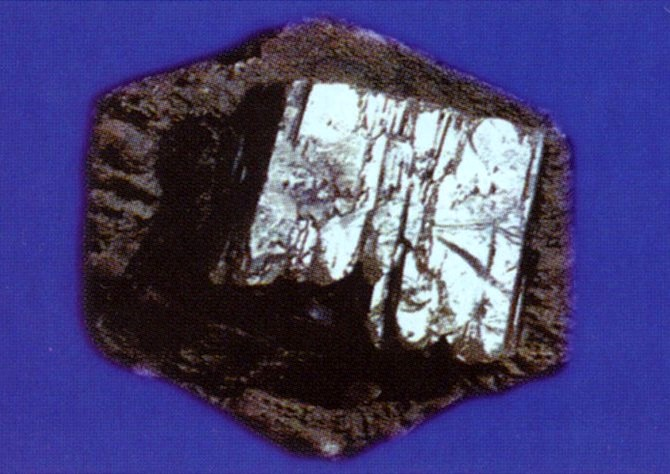
Арагоніт у Малій гірничій енциклопедії

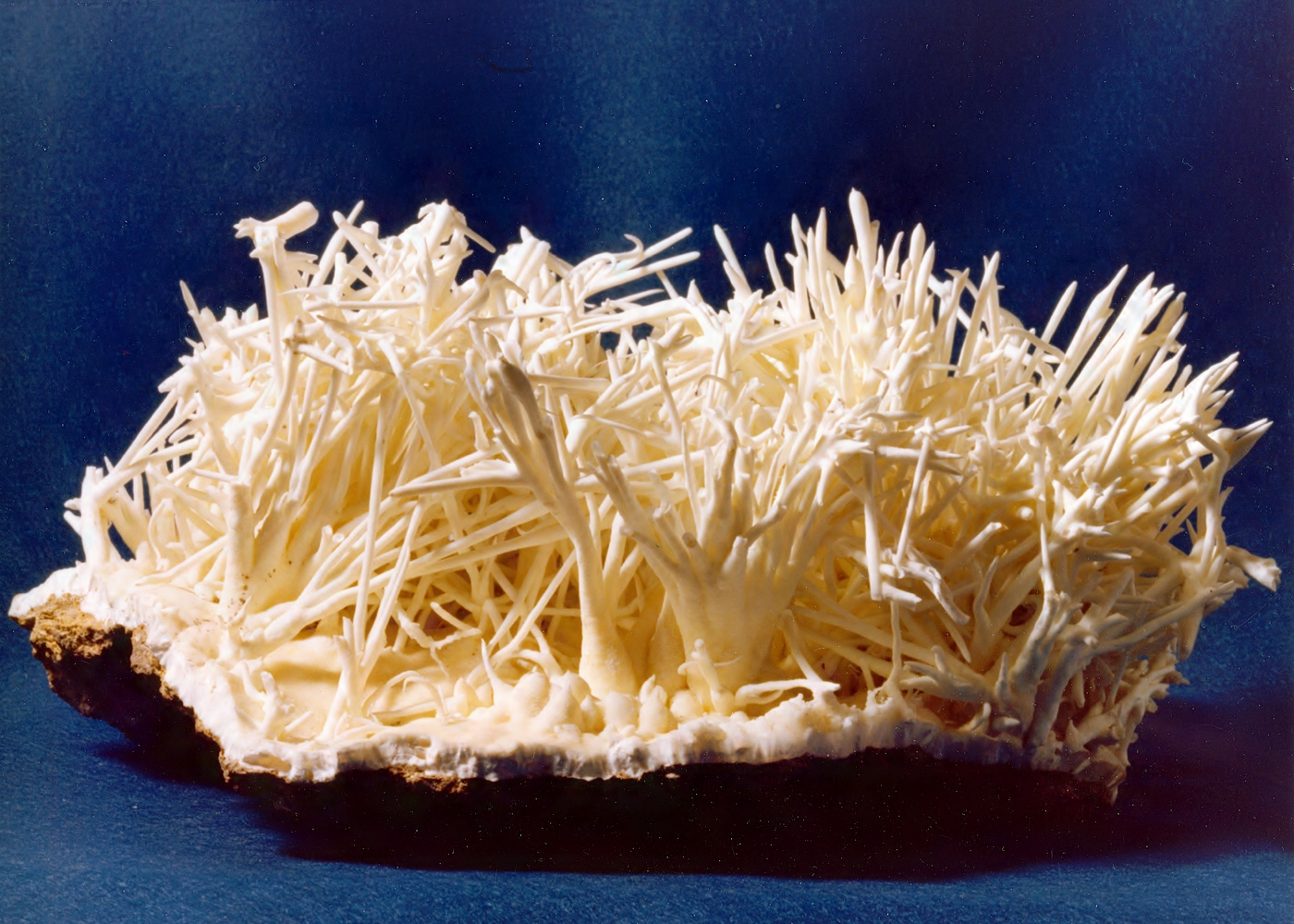
Різновид арагоніту — «Залізні квіти».

- конхіт — основна складова частина (поряд з хітином) перлини і перламутрового шару мушлі молюсків;
- гороховий камінь — зцементовані ооліти А. В Україні є на Донбасі, в Криму, на Закарпатті та в межах Українського щита.
- арагоніт баріїстий (відміна арагоніту, яка містить незначну кількість ВаО);
- арагоніт звичайний (найпоширеніший арагоніт вапнякових пластів у вигляді радіальноволокнистих та голчастих агрегатів);
- арагоніт свинцевистий (відміна арагоніту, яка містить до 15 % PbO);
- арагоніт стронціїстий (відміна арагоніту, яка містить до 6 % SrO);
- арагоніт цинковистий (відміна арагоніту, яка містить до 10 % ZnO).